# Richard Bergmann

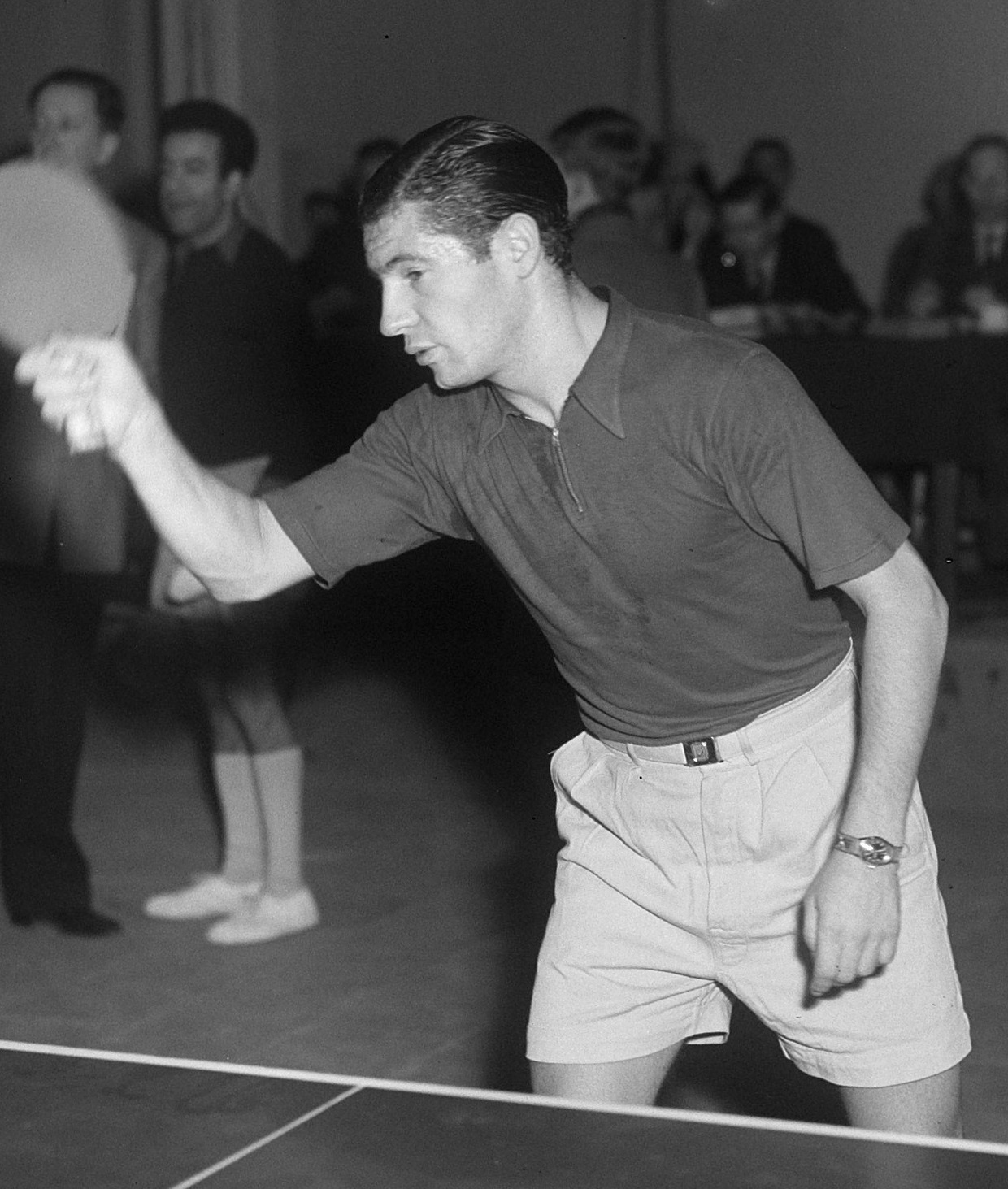
Richard Bergmann in 1950

Richard Bergmann (Wenen, 10 april 1919 - 5 april 1970) was een in Oostenrijk geboren tafeltennisser, die zich naar aanleiding van de oprukkende nazi's in 1938 tot Engelsman liet naturaliseren. Hij werd in Baden bei Wien 1937 uitkomend voor zijn geboorteland wereldkampioen enkelspel, waarna hij het als Engelsman in Caïro 1939, Wembley 1948 en Boedapest 1950 opnieuw werd.
In 1993 werd Bergmann opgenomen in de ITTF Hall of Fame.

## Sportieve loopbaan
Bergmann werd in totaal zeven keer wereldkampioen. Hij won namelijk niet alleen in het enkelspel met verschillende nationaliteiten de wereldtitel, maar won ook het WK voor landenploegen zowel in Praag 1936 met Oostenrijk, als in Boekarest 1953 met Engeland. Daarnaast vormde Bergmann een 'Engels' duo dat in 1939 wereldkampioen dubbelspel werd samen met Viktor Barna, een eveneens uit zijn geboorteland gevluchte Hongaar.
Bergmann behaalde zijn enkelspeltitels door in de finale van zowel 1937 als 1939 te winnen van de Pool Aloizy Ehrlich. In de eindstrijd van 1948 won hij van de Tsjechoslowaakse tweevoudig enkelspelkampioen Bohumil Váňa, in 1950 van de Hongaar Ferenc Soos.
Bergmann kwam uit op in totaal dertien edities van de wereldkampioenschappen tussen 1936 en 1957, waarvan drie keer voor Oostenrijk en tien keer voor Engeland. Daarin speelde hij ook zes finales waarin hij met zilver genoegen moest nemen. In Wembley 1938 was Bergmann met de Oostenrijkse nationale ploeg namelijk niet opgewassen tegen Hongarije (met daarin onder meer dan nog Barna) en in Bombay 1952 ook niet met het Engelse team. In 1937 verloor hij bovendien zijn eerste dubbelspelfinale, toen hij samen met Helmut Goebel moest buigen voor het Amerikaanse duo Robert Blattner/James McClure. In 1952 en 1953 verloor Bergmann zelfs twee jaar achter elkaar de WK-finale dubbelspel. De eerste keer kon hij samen met Johnny Leach niet op tegen de Japanners Norikazu Fujii en Tadaki Hayashi. Een jaar later was het Hongaarse koppel Jozséf Koczian/Ferenc Sidó te sterk.

## Privé
Bergmann was de zoon van Pools/Italiaanse ouders. Vanwege zijn Joodse afkomst moest hij daarom in 1938 zijn geboorteland verlaten vanwege de politiek van de opkomende nazipartij. Hij stierf in 1970 aan een hersentumor. Dat jaar werd ter ere van hem de Richard Bergmann Fair Play Award ingesteld.